# Ratnajit Tamang
Ratnajit Tamang (* 1. Januar 1993) ist ein nepalesischer Badmintonspieler.

## Karriere
Ratnajit Tamang nahm 2010 an den Südasienspielen teil. Dort gewann er mit dem Herrenteam aus Nepal Bronze. Bei den Asienspielen 2010 schied er dagegen bei seinem Start im Herrendoppel schon in der ersten Runde aus. Bei derselben Veranstaltung wurde er Neunter im Mixed. 2011 nahm er an den Junioren-Asienmeisterschaften teil.